# Stenocereus gummosus
Stenocereus gummosus är en kaktusväxtart som först beskrevs av Georg George Engelmann, och fick sitt nu gällande namn av A.C. Gibson och K.E. Horak. Stenocereus gummosus ingår i släktet Stenocereus och familjen kaktusväxter. Inga underarter finns listade i Catalogue of Life.

## Bildgalleri

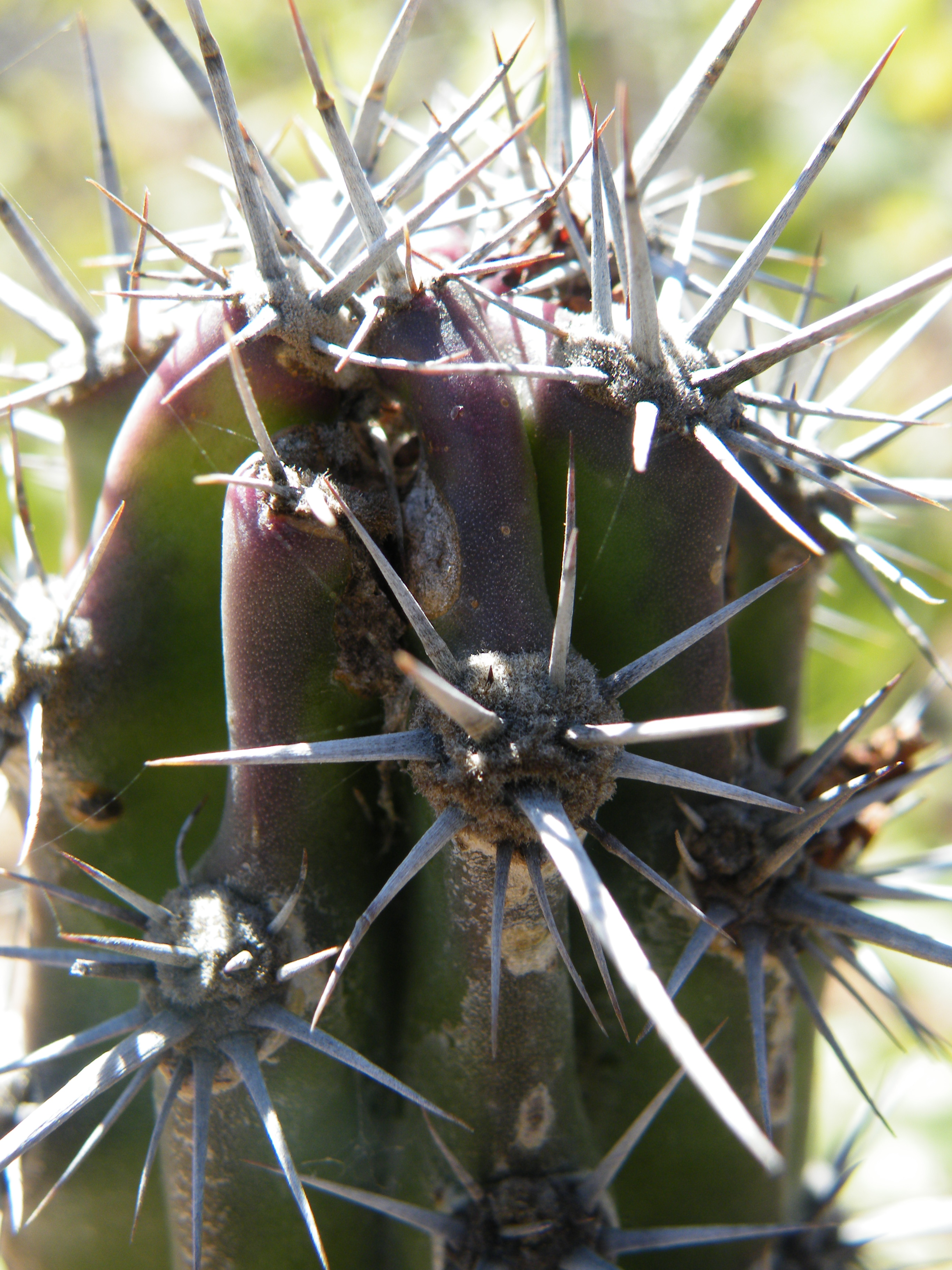
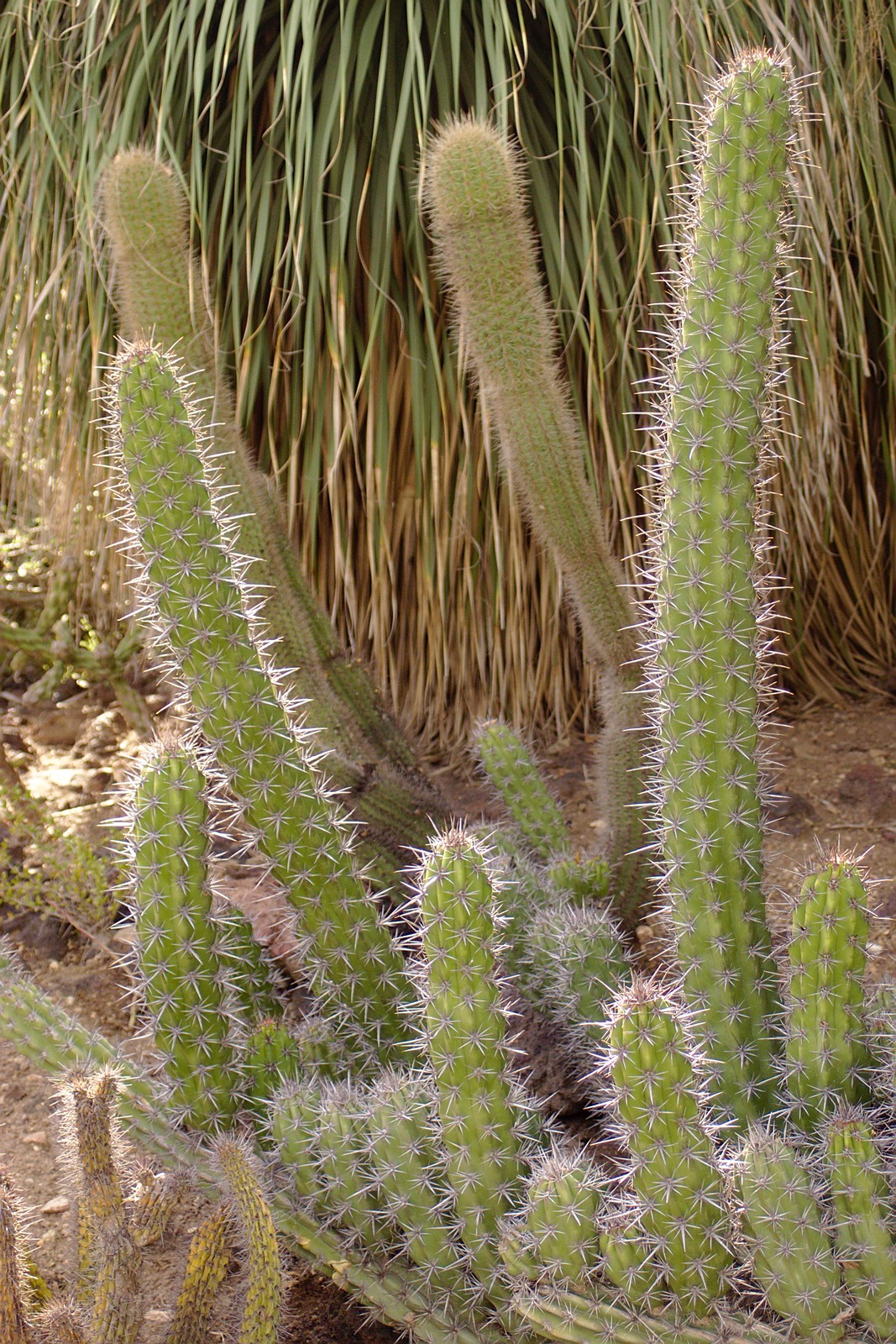
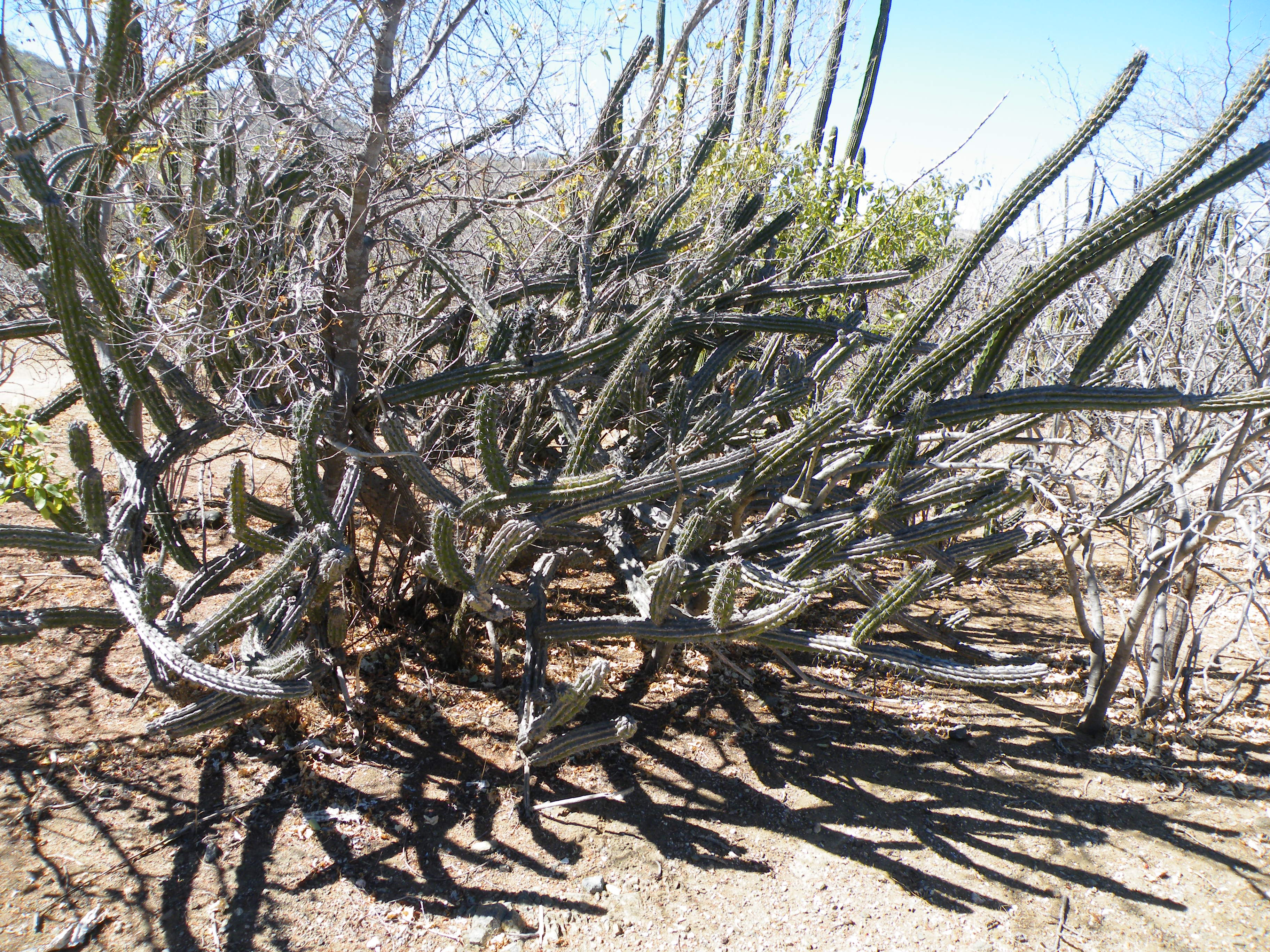